# Grantchester (serie televisiva)
Grantchester è una serie televisiva britannica prodotta a partire dal 2014 e basata sul ciclo di romanzi The Grantchester Mysteries scritto da James Runcie.
Va in onda sul canale ITV a partire dal 6 ottobre 2014, mentre in Italia ha debuttato il 1º maggio 2015 su Giallo.

## Trama
Cambridgeshire, anni cinquanta. Nel villaggio di Grantchester il giovane e affascinante reverendo Sidney Chambers indaga sugli omicidi che avvengono nella sua parrocchia e non solo, affiancando l'ispettore di polizia Geordie Keating. Tra un caso e l'altro si svolge la tormentata storia d'amore a distanza con l'amica Amanda Kendall.

## Episodi
La serie televisiva è trasmessa in prima visione su ITV nel Regno Unito e su PBS negli Stati Uniti.
| Stagione           | Episodi | Prima TV Regno Unito | Prima TV Stati Uniti | Prima TV Italia |
| ------------------ | ------- | -------------------- | -------------------- | --------------- |
| Prima stagione     | 6       | 2014                 | 2015                 | 2015            |
| Seconda stagione   | 6       | 2016                 | 2016                 | 2016            |
| Speciale Natalizio | 1       | 2016                 | 2017                 | 2017            |
| Terza stagione     | 6       | 2017                 | 2017                 | 2017-2018       |
| Quarta stagione    | 6       | 2019                 | 2019                 | 2019            |
| Quinta stagione    | 6       | 2020                 | 2020                 | 2021            |
| Sesta stagione     | 8       | 2021                 | 2021                 | 2022            |
| Settima stagione   | 6       | 2022                 | 2022                 | 2023            |
| Ottava stagione    | 6       | 2024                 | 2023                 | 2024            |
| Nona stagione      | 8       | 2025                 | 2024                 | inedita         |
| Decima stagione    | 8       | inedita              | 2025                 | inedita         |

## Personaggi e interpreti

### Personaggi principali

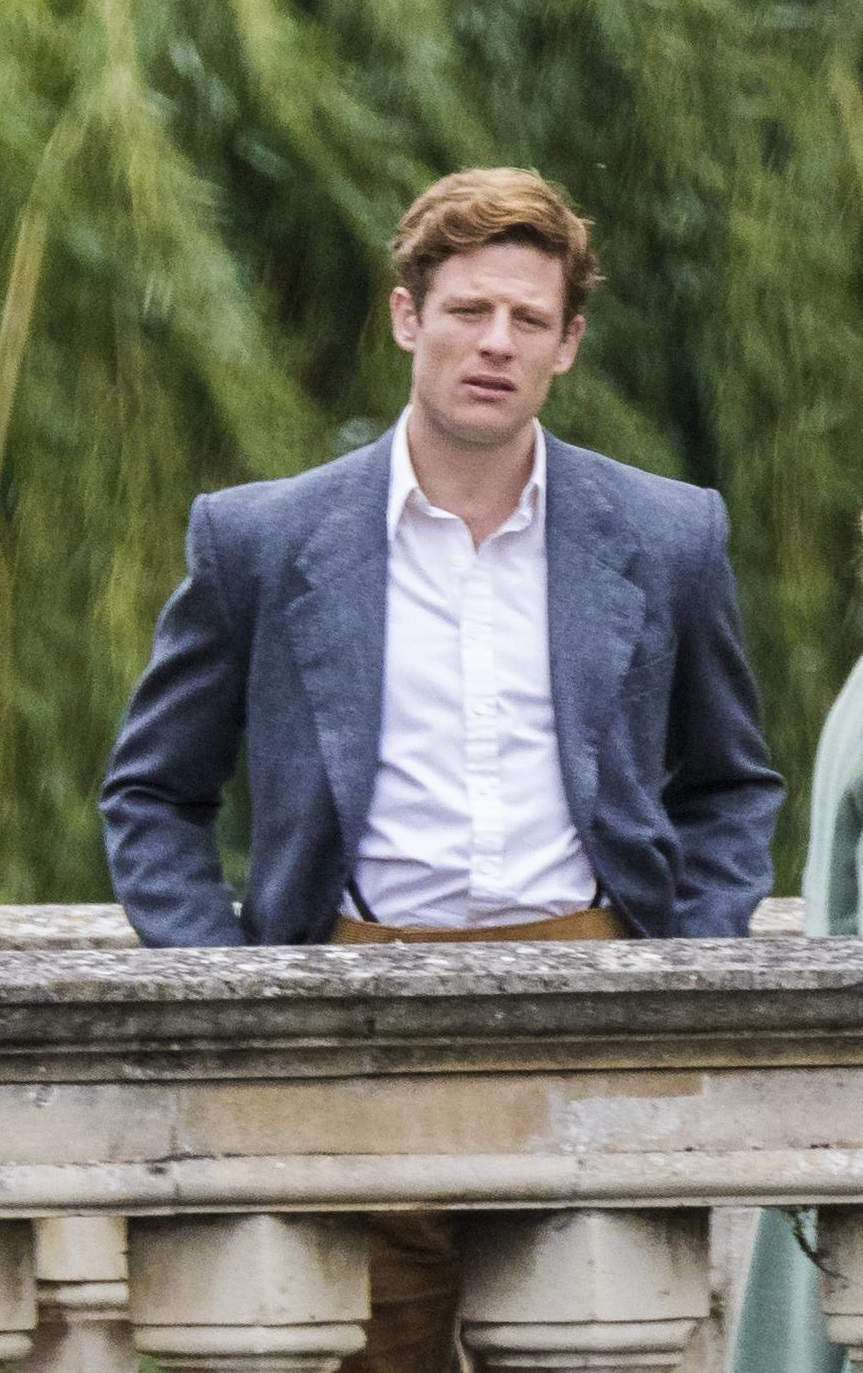
James Norton

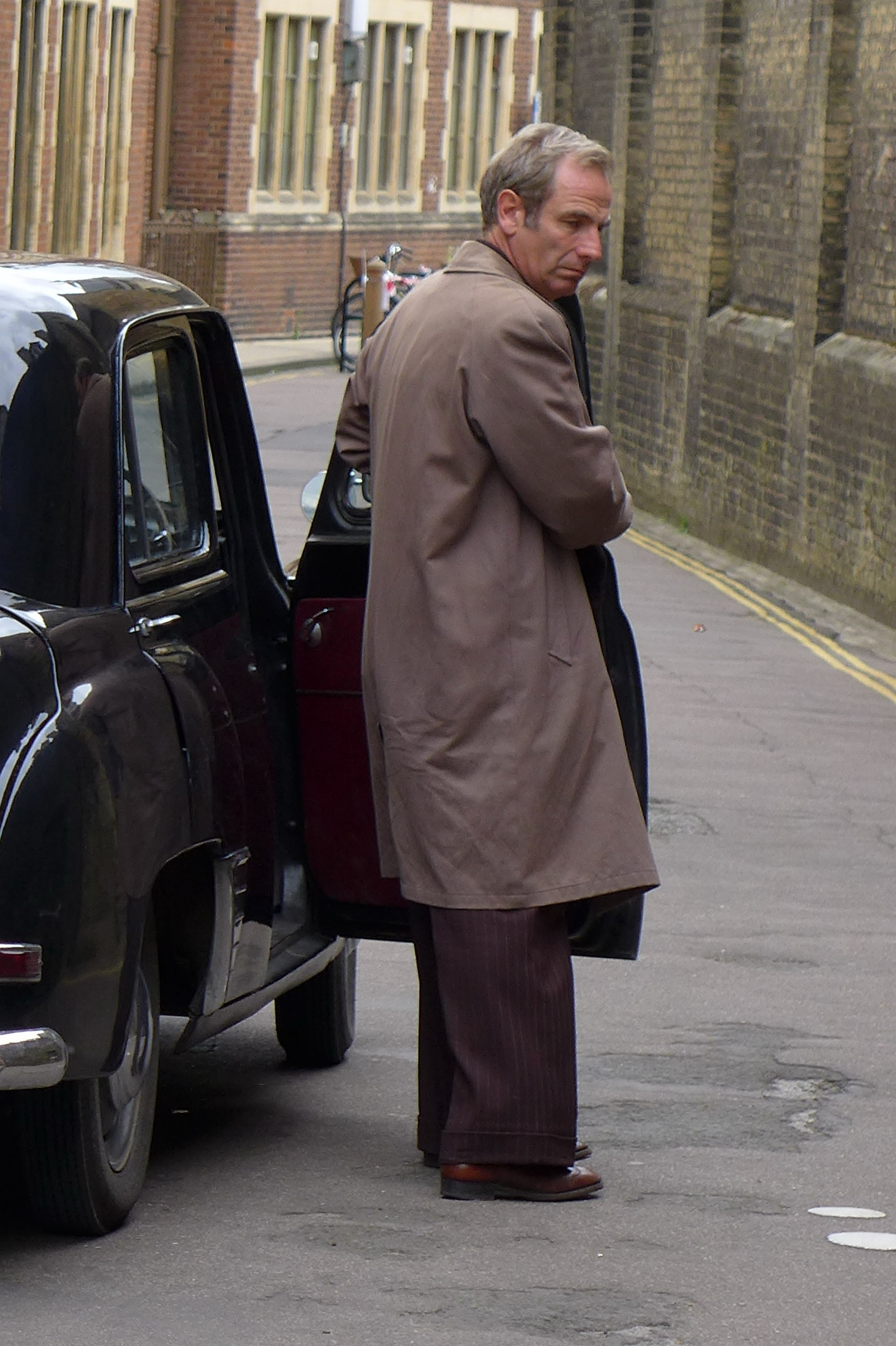
Robson Green

- Sidney John Chambers (stagioni 1-4), interpretato da James Norton, doppiato da Edoardo Stoppacciaro.
Giovane reverendo di Grantchester, tormentato da dolorosi ricordi della seconda guerra mondiale – durante la quale ha combattuto come ufficiale delle Guardie Scozzesi – che cerca di dimenticare con l'alcol. Nutre un tenero amore per l'amica Amanda Kendall, che fatica ad esternare. Cortese e di buone maniere, è appassionato di jazz e backgammon. Il suo nome deriva da quello dello scrittore e religioso anglicano Sydney Smith.[3]
- William Davenport (stagioni 4-9), interpretato da Tom Brittney. William è il sacerdote che prende il posto di Chambers dopo le sue dimissioni.
- Geordie Keating, interpretato da Robson Green, doppiato da Franco Mannella.
Ispettore di polizia dal carattere duro e poco incline ad esprimere le sue emozioni più profonde. Una solida amicizia lo lega a Sidney, oltre alle bevute al pub e alla passione per il gioco del backgammon. Sposato con Cathy, all'inizio della serie ha tre figlie ed un quarto in arrivo. Il suo nome deriva da quello di Roly Keating, amministratore delegato della British Library ed ex direttore dell'archivio della BBC.[3]
- Amanda Kendall (stagioni 1-3), interpretata da Morven Christie, doppiata da Domitilla D'Amico.
Ragazza di buona famiglia, figlia dell'aristocratico Sir Edward Kendall, lavora alla National Gallery di Londra. Nonostante ricambi i sentimenti di Sidney sceglie di seguire un'altra strada. Il suo nome deriva da quello di due giornaliste della BBC, Amanda Farnsworth e Bridget Kendall.[4]
- La signora Sylvia Maguire, interpretata da Tessa Peake-Jones, doppiata da Aurora Cancian.
L'acida, polemica e brontolona governante del reverendo Chambers. È vedova e il suo nome deriva da quello di una segretaria del padre dell'autore.[4] In seguito si risposa con il facoltoso Jack Chapman.
- Leonard Finch, interpretato da Al Weaver, doppiato da Davide Perino.
Timido viceparroco al suo primo incarico religioso. Nei romanzi il personaggio si chiama Leonard Graham.
- Hildegard Staunton (1ª stagione), interpretata da Pheline Roggan, doppiata da Chiara Colizzi.
Donna tedesca, le cui origini la rendono invisa a molti inglesi. Vedova di un avvocato irlandese, è attratta da Sidney, che ricambia i suoi sentimenti.
- Alphy Kotteram (stagioni 9-in corso), interpretato da Rishi Nair. Alphy è il sacerdote che prende il posto di William Davenport.

### Personaggi ricorrenti
- Cathy Keating, interpretata da Kacey Ainsworth.
La moglie dell'ispettore Keating, casalinga costantemente impegnata nell'occuparsi della sua numerosa famiglia.
- Guy Hopkins (stagioni 1-3), interpretato da Tom Austen.
Il fidanzato di Amanda.
- Margaret Ward (stagioni 2-3), interpretata da Seline Hizli.
L'affascinante e seducente segretaria del comando di polizia di Cambridge.
- Phil Wilkinson (stagioni 2-3), interpretato da Lorne MacFadyen.
Detective alle dipendenze dell'ispettore Keating.

## Produzione

### Origine
La serie prende spunto dal romanzo Sidney Chambers and The Shadow of Death dello scrittore e documentarista James Runcie, pubblicato nel 2012 da Bloomsbury Publishing. Il libro fa parte di un ciclo in più parti denominato The Grantchester Mysteries, che segue la figura del religioso dal 1953 (anno dell'incoronazione di Elisabetta II) in avanti, testimone dell'evoluzione identitaria e morale del Regno Unito nel XX secolo. Nonostante si tratti di un'opera di fantasia, la serie di romanzi è vagamente influenzata dalla vita di Robert Runcie, arcivescovo di Canterbury dal 1980 al 1991 nonché padre dell'autore.

### Sviluppo
Commissionato dalla sezione Drama del canale ITV alla Lovely Day (fondata nel 2010 dalla casa di produzione Kudos e dall'ex dipendente BBC Diederick Santer), Grantchester vede la partecipazione della statunitense Masterpiece, spesso impegnata nel finanziamento di spettacoli britannici da esportare oltreoceano.
L'idea di ricavare una serie televisiva a partire dal romanzo di Runcie fu sottoposta a Santer nell'ottobre del 2011 da Sue Swift, responsabile delle Acquisizioni Letterarie per Kudos. Notato il potenziale, Lovely Day ne acquistò i diritti e nel marzo successivo Santer e l'allora Head of Development Dominic Treadwell-Collins coinvolsero la sceneggiatrice Daisy Coulam (EastEnders, Casualty), con la quale convinsero le responsabili della divisione Drama della ITV Laura Mackie e Sally Haynes ad affidare loro l'incarico di realizzare uno script. All'inizio del 2013 le due dirigenti televisive lasciarono la rete per fondare la casa di produzione Mainstreet Pictures, ma la loro dipartita non arrestò il decorso del progetto e nel mese di giugno ITV ordinò sei episodi, pretendendo che venissero scritti tutti quanti dalla Coulam, che nel frattempo aveva già steso i primi due. L'annuncio ufficiale arrivò il 7 novembre 2013.
A seguito dell'incorporazione di Lovely Day nella sua controllante, avvenuta al termine del 2015, a partire dalla seconda stagione la serie viene prodotta da Kudos.

### Casting
Il cast fu annunciato il 25 marzo 2014. Per interpretare il personaggio di Sidney Chambers venne scelto James Norton. L'attore, che fino a quel momento aveva al suo attivo una decina di apparizioni in ruoli secondari, usò il suo passato di studente di teologia al Fitzwilliam College dell'Università di Cambridge per iniziare la sua audizione e sorprendere i suoi ascoltatori. La notorietà per lui arrivò nei primi giorni di riprese di Grantchester, quando sul canale BBC One debuttava la serie Happy Valley, attraverso la quale ottenne molti onori, una nomination BAFTA e un premio per la drammatica interpretazione di Tommy Royce. Ad affiancare Norton fu chiamato Robson Green. L'esperto attore (25 anni di carriera) ricevette il copione mentre si trovava in Thailandia – impegnato nelle riprese della quarta stagione di Strike Back – e accettò la parte nel giro di un'ora. Morven Christie ottenne il ruolo di Amanda Kendall: l'attrice scozzese ha al suo attivo una decina di anni di carriera, composta da parti secondarie o da coprotagonista in film, serie e miniserie televisive, oltre ad un passato teatrale nel corso del quale ha interpretato diverse opere classiche con varie compagnie, tra cui la prestigiosa Royal Shakespeare Company. Per il ruolo della signora Maguire fu ingaggiata Tessa Peake-Jones, presente nelle produzioni televisive britanniche dalla fine degli anni '70, mentre ad Alex Weaver venne affidato il compito di impersonare il viceparroco Leonard Finch: l'attore nei suoi dieci anni di carriera aveva ricoperto ruoli minori in film cinematografici di successo e miniserie televisive britanniche, mentre tra il 2004 e il 2007 aveva partecipato a diverse produzioni teatrali. Infine, per interpretare la teutonica Hildegard Staunton venne scelta l'attrice tedesca Pheline Roggan.
L'attore James Norton ha lasciato la serie durante la quarta stagione. Durante la quarta stagione, Norton è infatti affiancato dall'attore Tom Brittney, che interpreta il reverendo Will Davenport, il quale dalla quinta stagione lo sostituisce come nuovo vicario di Grantchester. Nel corso della nona stagione, Brittney lascia la serie, e il nuovo protagonista e vicario del paese è Alphy Kotteram, interpretato da Rishi Nair.

### Location

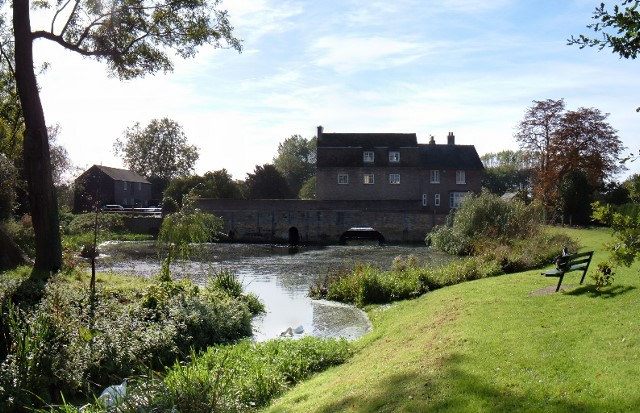
Grantchester e il fiume Cam

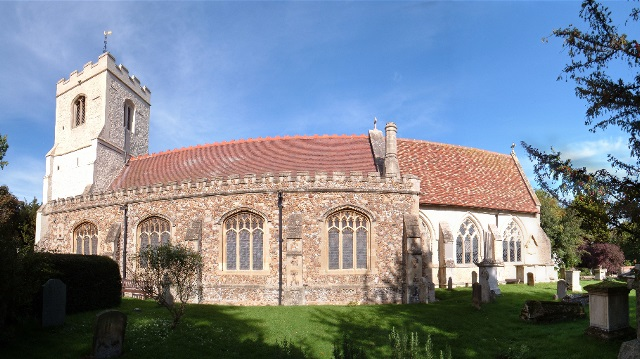
Chiesa di St Andrew e St Mary a Grantchester

Parte delle riprese vengono effettuate nei luoghi in cui la serie è ambientata, compreso l'abitato di Grantchester, dove si gira per alcuni giorni per ogni mese di produzione. Una fattoria posta a pochi chilometri dal paesino ha fatto da base operativa durante la prima stagione: i suoi granai (vuoti fino a luglio) hanno ospitato i materiali di scena e i costumi, mentre nei depositi dei mezzi agricoli hanno trovano posto le roulotte del cast e della troupe. Altre scene vengono girate nei vicini prati che costeggiano il fiume Cam (detti Grantchester Meadows); a Cambridge, nella centrale strada di King's Parade, in un locale della stessa e nella tardogotica cappella del King's College; a Londra, nella zona di Fulham, dove vengono effettuate riprese in esterni e dove nella Fulham Town Hall è stata riproposta la stazione di polizia; a Horsted Keynes (West Sussex), sulla storica linea ferroviaria Bluebell Railway, dove venne replicata la stazione di Cambridge; nell'Hertfordshire, dove le strade di campagna di una tenuta sono state usate per alcune scene all'aperto e dove diverse case private sono state trasformate nella canonica e nelle abitazioni di alcuni personaggi; nel porto storico di Chatham (Kent), dove sono state ricostruite alcune ambientazioni londinesi per la prima stagione.
Per la scelta delle location, la logistica, l'ottenimento dei permessi e la ricerca del personale e dei servizi di supporto, la produzione si basa sull'aiuto di Creative England, organizzazione governativa no profit del British Film Institute.
Prima ancora di ottenere ufficialmente l'incarico da ITV, Santer incontrò i rappresentanti del piccolo villaggio di Grantchester, intenzionato a gettare le basi di una cordiale convivenza con i residenti. La produzione coinvolge la comunità locale nel proprio lavoro, condividendo con loro parte dei progetti relativi alla realizzazione dello spettacolo, al fine di limitare i disagi. Oltre alla chiesa di St Andrew e St Mary, vengono affittati anche i pub del luogo, assunti giovani del paese per brevi esperienze lavorative e donata una somma al fondo della comunità. In questa maniera è nato un rapporto di amicizia con gli abitanti del villaggio, che hanno la possibilità di partecipare allo spettacolo come comparse e hanno avuto modo di assistere ad un'anteprima riservata del primo episodio delle prime due stagioni.

### Rinnovi
Il 18 giugno 2024, la serie è stata rinnovata per una decima stagione. Le riprese della decima stagione sono terminate il 22 novembre 2024. Il 23 giugno 2025 è la serie è stata rinnovata per un'undicesima stagione, e l'8 luglio è stato confermato che sarebbe stata la stagione finale della serie.

## Musica
Data la passione del protagonista per il jazz e la rilevanza che questo assume nell'opera di Runcie, in Grantchester questo genere musicale è ben presente e non solo a livello sonoro, dato che i dischi – specie quelli di Sidney Bechet – compaiono non di rado nelle inquadrature. All'attore James Norton vennero fatte ascoltare le opere del sassofonista americano mentre sul set brani di vari artisti come Louis Armstrong e Miles Davis vennero diffusi per aiutarlo ad immergersi nell'atmosfera e nelle emozioni del giovane curato. Inoltre in un jazz club è ambientato un episodio della prima stagione, per il quale fu appositamente creato il gruppo Gloria Dee and her Quartet, costruito attorno all'attrice e cantante Camilla Marie Beeput. La band registrò sei pezzi che confluirono nella colonna sonora di Grantchester, pubblicata il 20 gennaio 2015. Della stessa fanno parte undici brani scritti dal compositore scozzese John Lunn ed eseguiti da quaranta elementi della Chamber Orchestra of London presso gli Angel Recording Studios di Londra. L'opera di Lunn appartiene ad un diverso genere musicale – definito dall'artista come ethereal thriller music – che mira ad esprimere la complessa situazione interiore del protagonista e i suoi sentimenti riguardo agli affetti, ai ricordi della guerra, al rapporto con la religione.
Con la seconda stagione il jazz è molto meno presente, sia a livello musicale che nei dialoghi che nelle inquadrature, mentre lo stile di Lunn diventa predominante. Il compositore ha scritto le musiche anche per la terza stagione, sempre eseguite dalla Chamber Orchestra of London.

## Premi
Il 27 maggio 2015 la serie ha vinto il Radio Times Readers Award assegnato dall'organizzazione religiosa Sandford St Martin Trust in collaborazione con il settimanale Radio Times. Il premio fa parte dei Sandford St Martin Awards, riconoscimenti attribuiti a produzioni che trattano tematiche religiose, etiche e spirituali.